# Pierre Antonini (astronome)
Pour les articles homonymes, voir Pierre Antonini et Antonini.
Pierre Antonini est un astronome amateur français qui observe depuis l'observatoire de Bédoin.
C'est un découvreur prolifique d'astéroïdes qui est également crédité des supernovas 2000B  et 2001dd .
L'astéroïde (12580) Antonini a été nommé en son honneur.

## Astéroïdes découverts
| (10925) Ventoux    | 28 janvier 1998  |
| (11147) Delmas     | 6 décembre 1997  |
| (11675) Billboyle  | 15 février 1998  |
| (13411) OLRAP      | 31 octobre 1999  |
| (14533) Roy        | 24 août 1997     |
| (15899) Silvain    | 3 septembre 1997 |
| (16892) Vaissière  | 17 février 1998  |
| (20242) Sagot      | 27 février 1998  |
| (23784) 1998 QW15  | 22 août 1998     |
| (24170) 1999 WB13  | 29 novembre 1999 |
| (26206) 1997 PJ4   | 11 août 1997     |
| (26961) 1997 OY1   | 29 juillet 1997  |
| (26979) 1997 UR9   | 29 octobre 1997  |
| (28021) 1998 BP6   | 22 janvier 1998  |
| (29677) 1998 XL17  | 15 décembre 1998 |
| (31223) 1998 BJ30  | 28 janvier 1998  |
| (31255) 1998 DL27  | 27 février 1998  |
| (33094) 1997 YG5   | 23 décembre 1997 |
| (35675) 1998 XK17  | 15 décembre 1998 |
| (37838) 1998 DF    | 17 février 1998  |
| (39868) 1998 DM27  | 27 février 1998  |
| (40765) 1999 TF16  | 10 octobre 1999  |
| (41207) 1999 WK9   | 29 novembre 1999 |
| (46772) 1998 HD8   | 21 avril 1998    |
| (52585) 1997 ON2   | 29 juillet 1997  |
| (58669) 1997 YF5   | 20 décembre 1997 |
| (65892) 1998 BH30  | 28 janvier 1998  |
| (66849) 1999 VM8   | 4 novembre 1999  |
| (74378) 1998 XH11  | 8 décembre 1998  |
| (79426) 1997 QZ    | 24 août 1997     |
| (90983) 1997 XU5   | 6 décembre 1997  |
| (96343) 1997 RS1   | 3 septembre 1997 |
| (100546) 1997 EU32 | 13 mars 1997     |
| (100977) 1998 QJ26 | 25 août 1998     |
| (155437) 1998 DE   | 17 février 1998  |